# Jean-Marc Bosman
Jean-Marc Bosman (sinh ngày 30 tháng 10 năm 1964) là một cựu cầu thủ bóng đá Bỉ. Vụ kiện do anh khởi xướng đã dẫn đến luật Bosman, hay còn gọi Phán quyết Bosman, là một đạo luật về bóng đá, trong đó quy định cho phép cầu thủ bóng đá được ra đi tự do khỏi câu lạc bộ sở hữu sau khi hết hạn hợp đồng. Phán quyết này ra đời ngày 15 tháng 12 năm 1995. Phán quyết này bước ngoặt hoàn toàn thay đổi cách cầu thủ bóng đá được tuyển dụng, cho phép người chơi chuyên nghiệp trong Liên minh châu Âu tự do để di chuyển đến câu lạc bộ khác ở cuối của thời hạn hợp đồng với đội bóng hiện tại của họ.
Trước khi có vụ xử nổi tiếng, Bosman chơi cho câu lạc bộ nhóm đầu của giải vô địch bóng đá Bỉ Standard de Liège và RFC Liège và 20 lần khoác áo tuyển Bỉ ở cấp thanh niên. Trong khi phiên tòa đang diễn ra Bosman chơi một thời gian ngắn trong các giải đấu thấp hơn Pháp, và trên đảo Ấn Độ Dương Réunion.

## Sự Nghiệp và thử thách
Trước khi thử việc mang tính bước ngoặt mà anh được biết đến, Bosman đã chơi cho câu lạc bộ hạng nhất của Bỉ là Standard Liège  và RFC Liège ,và cũng đã giành được 20 lần khoác áo tuyển Bỉ ở cấp độ trẻ, thậm chí còn là đội trưởng đội U21 bên trong một thời gian.  Anh gia nhập câu lạc bộ cũ vào năm 1983, trước khi chuyển đến RFC Liège vào năm 1988. Khi hợp đồng của anh với câu lạc bộ sau này hết hạn hai năm sau đó, anh đã cố gắng gia nhập câu lạc bộ Pháp Dunkerquenăm 1990, ở tuổi 25; tuy nhiên, Liège định giá anh ta với mức phí khoảng 500.000 bảng, và khăng khăng rằng câu lạc bộ Pháp phải trả trước đầy đủ. Khi họ từ chối, Liège từ chối đồng ý chuyển nhượng, và cắt lương của Bosman 75% xuống còn 500 bảng mỗi tháng. Điều này khiến Bosman thách thức hệ thống một cách hợp pháp và đưa vụ việc của mình ra tòa; ông đã kiện Liège, FA của Bỉ và UEFA , lập luận rằng các quy tắc do UEFA đưa ra, ngăn cản ông rời câu lạc bộ của mình mặc dù hợp đồng của ông đã hết hạn, dẫn đến vi phạm các quyền của ông được thiết lập trong Hiệp ước Rome 1957., cho phép tự do đi lại trong Cộng đồng Châu Âu, nay là Liên minh Châu Âu. Kết quả là câu lạc bộ của anh ấy đã đình chỉ anh ấy. Trong khi thử nghiệm đang diễn ra, Bosman đã chơi một thời gian ngắn ở các giải hạng dưới của Pháp cho câu lạc bộ hạng hai Saint-Quentin , và trên đảo Réunion ở Ấn Độ Dương . Vào ngày 15 tháng 12 năm 1995, Tòa án Công lý Châu Âu đã ra phán quyết rằng các cầu thủ nên được tự do di chuyển khi hợp đồng của họ hết hạn và các câu lạc bộ EU có thể thuê bất kỳ số lượng cầu thủ nào thuộc Liên minh Châu Âu.

## Vụ kiện
Năm 1990, tiền vệ 26 tuổi Jean-Marc Bosman hết hạn hợp đồng với RFC Liege. Anh bị đẩy xuống đội trẻ và bị giảm hơn 2/3 lương (còn 500 euro/tuần). Anh được mời sang Pháp thi đấu. RFC Liege bất ngờ đưa ra mức phí chuyển nhượng trên trời 250.000 euro cho Bosman, rồi sau đó còn tăng lên 400.000 euro. 
Thương vụ với Dunkirk đổ vỡ. Bosman không nản chí và có cơ hội sang Hà Lan chơi cho Maastricht. Song điều tương tự như với Dunkirk lại diễn ra. Bosman tuyệt vọng và đưa vụ việc ra Tòa án châu Âu. Bosman kiện cả Dunkirk, LĐBĐ Bỉ, UEFA lẫn FIFA. Bosman chiến thắng trong vụ kiện kéo dài suốt 5 năm. Phán quyết của Tòa án châu Âu dựa trên Điều 39 về quyền tự do thay đổi nơi làm việc của người lao động trong hiệp ước EC của Liên minh châu Âu.